# Liste der Stolpersteine in Hamburg-Wellingsbüttel
Die Liste der Stolpersteine in Hamburg-Wellingsbüttel enthält alle Stolpersteine, die im Rahmen des gleichnamigen Kunstprojekts von Gunter Demnig in Hamburg-Wellingsbüttel verlegt wurden. Mit ihnen soll Opfern des Nationalsozialismus gedacht werden, die in Hamburg-Wellingsbüttel lebten und wirkten.
Diese Seite ist Teil der Liste der Stolpersteine in Hamburg, da diese mit insgesamt 7139 (Stand: März 2025) Steinen zu groß würde und deshalb je Stadtteil, in dem Steine verlegt wurden, eine eigene Seite angelegt wurde.
| Adresse                    | Person(en)           | Inschrift | Bilder | Anmerkung |
| -------------------------- | -------------------- | --- | ------ | --- |
| Classenweg 8 ·             | Hermann Amandus Kath | Hier wohnte Hermann Amandus Kath Jg. 1908 verhaftet 1945 erschossen 20.4.1945 Rahlstedt-Höltigbaum                                          |        | Eintrag auf stolpersteine-hamburg.de |
| Rehmkoppel 19 ·            | Adolf Ludwig Schrage | Hier wohnte Adolf Ludwig Schrage Jg. 1903 verhaftet KZ Fuhlsbüttel ermordet 12.10.1944                                                      |        | Eintrag auf stolpersteine-hamburg.de |
| Volksdorfer Weg 18 ·       | Franz Daus           | Hier wohnte Franz Daus Jg. 1896 Flucht Norwegen deportiert 1942 KZ Sachsenhausen ermordet                                                   |        | Eintrag auf stolpersteine-hamburg.de (Link zu seinem Stolperstein in Rahlstedt) Weitere Stolpersteine befinden sich in Hamburg-Neustadt, Hamburg-Rahlstedt und Bergen (Norwegen). |
| Wellingsbüttler Weg 112a · | Gustav Dahrendorf    | Hier wohnte Gustav Dahrendorf Jg. 1901 im Widerstand/SPD ‚Schutzhaft‘ 1933 KZ Fuhlsbüttel verhaftet 23.7.1944 Zuchthaus Brandenburg befreit |        | Eintrag auf stolpersteine-hamburg.de |